# Ambros Rieder

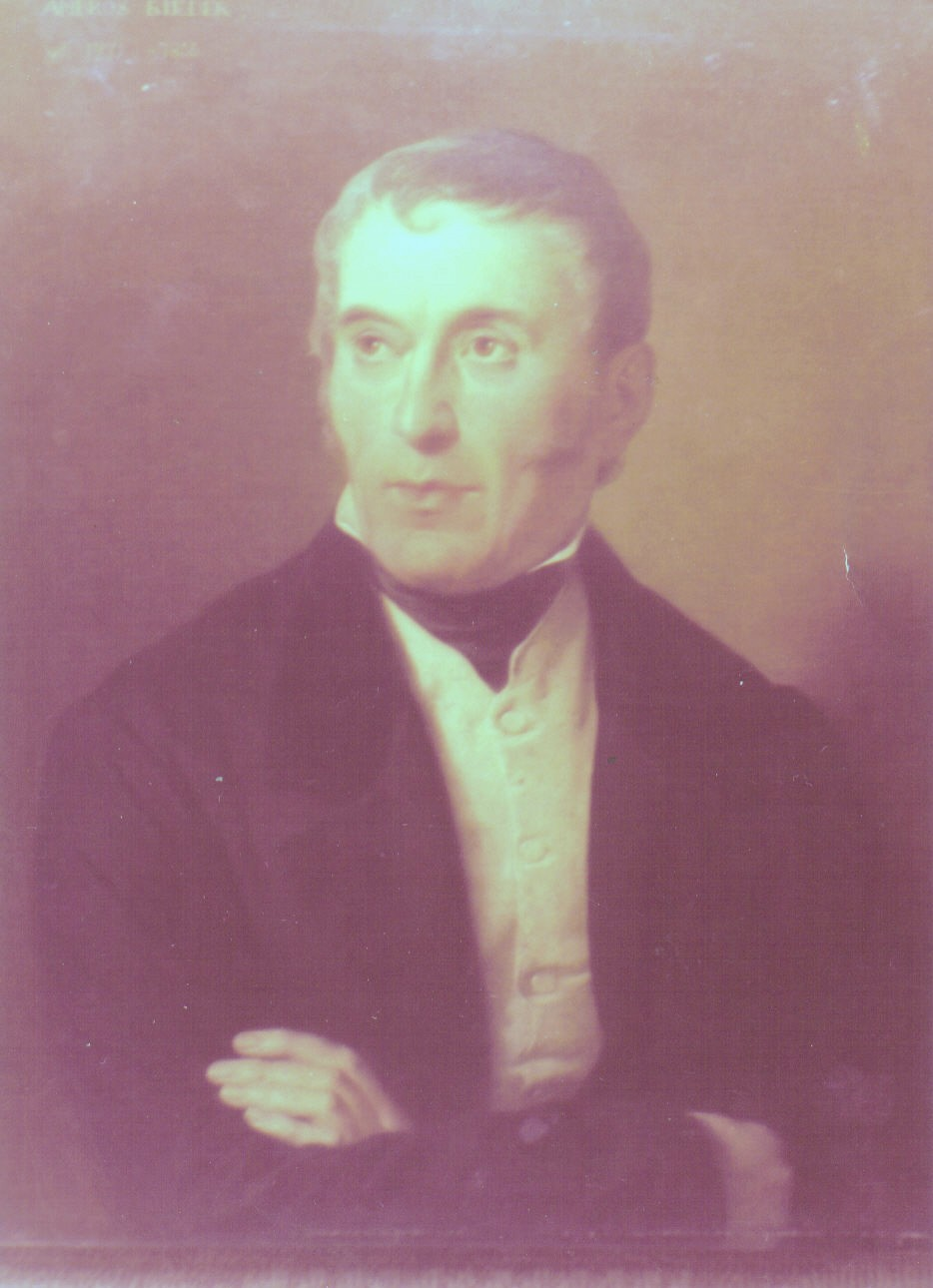
Ambros Rieder, Ölporträt von Wilhelm August Rieder.

Ambros Matthäus Rieder (* 10. Oktober 1771 in Döbling bei Wien; † 19. November 1855 in Perchtoldsdorf, Niederösterreich) war österreichischer Lehrer, Komponist und Organist.

## Leben
Ambros Rieder erhielt neben dem Elementarunterricht durch seinen Vater, ein Schullehrer in Döbling bei Wien, auch Unterricht in Gesang, Violine und Klavier durch seinen Großvater Thomas Rieder,
der in Wilfersdorf die Chormusik leitete. Unterricht in Generalbass und Kompositionslehre erhielt er vom Chorleiter in Lichtental, Karl Martinides. Bereits im Alter von 13 Jahren komponierte er eine Messe. Er wurde Schüler der Domkapellmeister von St. Stephan (Stephansdom in Wien), Leopold Hofmann und Johann Georg Albrechtsberger. Er vervollkommnete sich durch Studium der Werke von Johann Philipp Kirnberger, Friedrich Wilhelm Marpurg und Johann Joseph Fux. Er spielte die Violine in den Wiener Augartenkonzerten und wirkte als Bratschist im Schuppanzigh-Quartett mit. Er war mit Wolfgang Amadeus Mozart, Ludwig van Beethoven und Johann Nepomuk Hummel persönlich bekannt und mit Ferdinand Schubert (dem Bruder von Franz Schubert) und Simon Sechter befreundet.
Ambros Rieder arbeitete seit 1797 als Schullehrer in Döbling und von 1802 bis zu seinem Tod als Schullehrer, Organist und Chorleiter in Perchtoldsdorf.
Durch die Franzosenkriege 1805 und 1809, welche den Markt Perchtoldsdorf stark in Mitleidenschaft zogen, verlor er einen großen Teil seines Eigentums. Die schlechten Jahre 1813 bis 1819 ließen die Bauern verarmen. Das bekam der auf Naturalleistungen angewiesene Schullehrer zu spüren. Trotzdem entstanden gerade in dieser Zeit seine schönsten Kirchenkompositionen. Er war Vater von fünf Söhnen und einer Tochter. Sein zweitältester Sohn, Wilhelm August Rieder, war akademischer Maler und der bekannteste Porträtist von Franz Schubert. Seine anderen Söhne und seine Tochter blieben dem Lehrerberuf verbunden.

## Werke
Nach den Aufzeichnungen der Tochter Ambros Rieders beträgt die Gesamtzahl der Werke 427. Da unter einer Opusnummer oft mehrere Kompositionen zusammengefasst sind, erhöht sich die Gesamtzahl auf 512.
Davon als Auszug:
- 20 Messen, 2 Requien, 1 Litanei, 41 Oratorien, 18 Gradualien, 13 Tantum ergo usw.,
- eine Oper („Der Traum im Walde“, 1804), 19 Kantaten und Chöre, 38 vierstimmige Hymnen,
- 38 Gesänge mit verschiedener Begleitung, 2 Trauermärsche, ein Streichquintett, 10 Streichquartette
- 4 Violinduette, eine Sonate für Violine und Violoncello, 8 Sonaten für Klavier und Violoncello
- 40 Variationen und Übungen für Klavier, 92 Präludien für Orgel und Klavier,
- 154 Fugen und Fughetten.

Große Messe in C (1811)- Kyrie (erste Seite der autographen Partitur, Österreichische Nationalbibliothek, Musiksammlung)

Im Alter wurde Ambros Rieder schwerhörig, später völlig taub. Ungeachtet dessen arbeitete er an Übersetzungen von Fugen und Chorälen alter Meister, wie Georg Philipp Telemann, Gottlieb Muffat, Johann Joseph Fux und Johann Georg Albrechtsberger.
Seine letzte Komposition schrieb Rieder im Alter von 84 Jahren, ein Singspiel mit dem Titel „Sein Bild“. Das Musikarchiv des Stiftes Heiligenkreuz in Niederösterreich verfügt über eine bedeutende Sammlung von Autographen der Werke Ambros Rieders.
Rieder veröffentlichte mehrere Bücher, darunter:
- „Anleitung zum Präludiren und Fugiren für die Orgel“ (1826 bei Diabelli)
- „Generalbaß in Beispielen“ (1833 bei Diabelli)
- „Anleitung zur richtigen Begleitung der Melodien (der vorgeschriebenen Kirchengesänge) zum Generalbaß, Präludiren und Fugiren“ (1831 bei Haslinger).

Der Stil Ambros Rieders war von der Wiener Klassik bestimmt. Zu seinen Lebzeiten waren besonders seine Messen, Präludien und Fugen für Orgel beliebt und gefragt, da sie einfach zu spielen und doch sehr klangvoll waren.
Heute ist die Musik Ambros Rieders fast vergessen. Eine Ausnahme bildet die Messe in C op. 76 von 1825. Dieses Werk wurde am 150. Todestag in der Pfarrkirche St. Augustin in Perchtoldsdorf wieder uraufgeführt.
Ebenso wurde die „Große Messe in C“ (siehe oben das Faksimile) uraufgeführt. Der Titel stammt vom Komponisten selbst. Rieder hat am Ende des Manuskripts angefügt: „Markt Perchtoldsdorf, den 12. Tage September 1811“. In den Chroniken der Pfarre Perchtoldsdorf ist kein Hinweis auf eine Aufführung zu finden. Das
Fertigstellungsdatum lässt an zwei mögliche Aufführungstermine denken: der Gedenktag der Heiligen Cäcilia am 22. November oder das Hochamt am Christtag (25. Dezember) zu Weihnachten. Möglicherweise ist die Messe aber auch als Art „Empfehlungsschreiben“ anzusehen, mit dem sich Rieder die Aufmerksamkeit eines potentiellen Arbeitgebers verschaffen wollte. Jedenfalls ist das Werk, das sich stilistisch in die „Missae solemnes“ einordnet, überaus aufwändig gestaltet (Aufführungsdauer etwa 60 Minuten). Zum vierstimmigen Chor (SATB) und den vier Solisten tritt als Begleitung ein symphonisches Orchester: Trompeten, Pauken, Flöten, Oboen, Hörner, Fagotte, Streicher und Orgel verleihen der Messe einen überaus prächtigen Charakter.
Von der kompositorischen Anlage her ist das Werk sowohl von der sonatenhaften Kompositionstechnik jener Zeit geprägt, greift aber auch auf die Stilmittel des Spätbarock und der Frühklassik (Kantatenmesse) zurück. Der Sonatencharakter wird in den Sätzen des Kyrie, des Benedictus und des Agnus Dei deutlich. Die Messe beginnt in feierlichem Adagio und signalisiert die Feierlichkeit der nun beginnenden Messhandlung, um sich dann in ein beschwingtes Allegro zu wenden. Im Gloria, das in verschiedene Sätze aufgeteilt ist, zeigt der Komponist auch seine Fähigkeiten im Kontrapunkt. Das „Amen“ ist eine ausgedehnte Chorfuge, ein oben erwähnter Rückgriff auf das Spätbarock und die Frühklassik. Bemerkenswert ist das trotz seiner Länge durchgehend solistisch besetzte „Benedictus“. Ein fröhlicher Lobgesang im „Dona nobis“ des „Agnus Dei“ beschließt das Werk.
Rieders „Große Messe in C“ wurde 2005 im Archiv der Österreichischen Nationalbibliothek entdeckt und anschließend dem heutigen Notationsstandard angepasst. Der Kirchenchor Pottendorf und der Studiochor Wien nahmen sich der Uraufführung am 3. Juni 2007 an.

## Würdigung
In Perchtoldsdorf wurde die Schule für Kinder mit besonderen Bedürfnissen, ebenso wie eine Gasse nach ihm benannt.